# Edward Olearczyk
Edward Olearczyk, właściwie Edward Rozenfeld (ur. 4 marca 1915 w Rawie Ruskiej, zm. 9 września 1994 w Izraelu) – polski kompozytor żydowskiego pochodzenia.

## Życiorys
Uczeń Zbigniewa Drzewieckiego w Konserwatorium Muzycznym w Warszawie. W latach 1939−1945 przebywał w ZSRR. Po powrocie do Polski działał w Warszawie jako kierownik Zespołu Estradowego Domu Wojska Polskiego. Znany głównie jako twórca pieśni masowych. W 1948 zdobył wyróżnienie w konkursie Ministerstwa Kultury i Sztuki na pieśń masową. W 1952 inicjator audycji radiowej „Śpiewamy pieśni i piosenki – nauki piosenek w radio”. Jego pieśni cieszyły się wielką popularnością, niektóre także poza granicami kraju, szczególnie w ZSRR. 
Od 1955 pisał piosenki taneczne. 
W 1957 wyjechał do Izraela.

## Nagrody i odznaczenia
- Złoty Krzyż Zasługi (1952)
- Nagroda m.st. Warszawy (1957)

## Twórczość
Komedia muzyczna „Melodie miłości” (1952–1953) – libretto Mirosław Łebkowski.

### Pieśni masowe i piosenki (wybór)
- Chłopska kołysanka (sł. Wacław Stępień – 1941)
- Złączone dłonie- 1947 (sł. Robert Stiller – wyd. 1951)
- Piosenka o pepeszy (sł. Tadeusz Urgacz – 1949)
- Miliony rąk (sł. Krzysztof Gruszczyński – 1947 (wyd. 1949)
- Pieśń na cześć towarzysza Bieruta (sł. Jerzy Jurandot – 1949)
- Żołnierze z ZMP (sł. Robert Stiller – 1950)
- Pokój! Mir! Frieden! Paix! (sł. Mirosław Łebkowski – 1950)
- Nasza Partia (sł. Henryk Gaworski – 1950)
- Sztafeta pokoju (sł. Wojciech Lipniacki – 1951)
- Miasto pokoju (sł. Henryk Gaworski – 1951)
- Na strażnicy (sł. Mirosław Łebkowski – 1951)
- Stawaj bracie (sł. Roman Sadowski – 1952)
- Przed świtem (sł. Tadeusz Urgacz – 1952)
- Skowronek (sł. Jacek Bocheński – 1952)
- Kołysanka warszawska (sł. Robert Stiller – 1952)
- Młoda piosenka (sł. Jerzy Jurandot – 1952)
- Saperzy, saperzy (sł.Mirosław Łebkowski – 1952)
- Piosenka o wiosennym siewie (sł. M. Łebkowski – 1952)
- Pociąg zlotowy (sł. M. Łebkowski – 1952)
- MDM (sł. Helena Kołaczkowska – 1953)
- Przysięgamy ci Ojczyzno (sł. Stanisław Ryszard Dobrowolski – 1953)
- Na start (sł. Bogumił Smyła – 1953)
- Spotkanie Murmańsk – Wisła (sł. Stanisław Czachorowski – 1953)
- Piosenka o samolocie Iliuszyn (sł. Robert Stiller – 1950[2])
- Żegnał chłopiec dziewczynę (sł. Stanisław Werner – 1953)
- Walc (sł. Jerzy Medyński – 1954)
- Melodia Starego Miasta (sł. M. Łebkowski – 1954)
- Piosenka o tobie i o mnie (sł. Władysław Krzemiński – 1954)
- Wieczorem nad Wisłą (sł. M. Łebkowski i T. Urgacz) – 1955)
- Powracali trzej chłopcy (sł. M. Łebkowski – 1955)
- Błękitny staw (sł. H.Kołaczkowska – 1955)
- Pewnie miła zapomniałaś (sł. M. Łebkowski – 1955)
- Pochwała młodości (sł. S.R. Dobrowolski – 1956)
- Walc maturzystów (sł. M.Łebkowski i T. Urgacz – 1956)
- Dwa wiosła (sł. Wanda Chotomska – 1956)
- Sama nie wiem, skąd to (sł. H. Kołaczkowska – 1957)
- Nie wszystko się zmieniło (sł. M. Łebkowski – 1957)
- Już dawno domyśliłam się (sł. Jan Gałkowski i Mirosław Łebkowski – 1958)
- To mój świat prześniony (sł. M. Łebkowski).